# Begraafplaats van Bersée
De Begraafplaats van Bersée is een gemeentelijke begraafplaats in de Franse gemeente Bersée in het Noorderdepartement. De begraafplaats bevindt zich net ten noorden van het dorpscentrum.

## Britse oorlogsgraven
Op de begraafplaats bevinden zich een aantal Britse oorlogsgraven uit de Tweede Wereldoorlog. Er liggen 9 geïdentificeerde graven, die worden onderhouden door de Commonwealth War Graves Commission. In de CWGC-registers is de begraafplaats opgenomen als Bersee Communal Cemetery.